# 小賀正義
小賀 正義（こが まさよし、1948年（昭和23年）7月31日 - ）は、日本の政治活動家。民族主義者。三島由紀夫が結成した「楯の会」の2期生で第5班班長。三島、森田必勝と共に、憲法改正のための自衛隊の決起（クーデター）を呼びかける三島事件に参加した一員である

## 経歴

### 生い立ち
1948年（昭和23年）7月31日、和歌山県有田市千田1279番地に誕生。会社員であった父は1953年（昭和28年）、正義が5歳の時に亡くなり、母・竹子はみかん園を営みながら、正義とその1歳下の妹・令子を育てた（令子は成長すると母と共にみかん園を経営）。母親が宗教法人「生長の家」に所属していた関係で、正義は中学1年頃から「生長の家」の練成会などに参加するようになった。
中学校は、和歌山市内の伏虎中学で、卒業後は和歌山県下きっての名門の桐蔭高校に進んだ。担任によると、小賀は目立たない生徒だったが、明るくて礼儀正しく、いつもにこやかで言葉もはっきりして素直で人に好かれるタイプの生徒だったという。

### 神奈川大学工学部に進学
将来は機械関係の事業をしようと神奈川大学工学部に進学した正義は、学園紛争に荒れる現状に危機を感じ、全学連、全共闘から学園を守ろうと「全国学生自治体連絡協議会」（全国学協）に入った。住居は新宿区戸塚1丁目498番地の大早館に下宿していた。

### 楯の会へ
1968年（昭和43年）7月、同級生で同じ全国学協の伊藤邦典（「祖国防衛隊」〈のち楯の会〉1期生）から誘われ、三島由紀夫が引率する第2回の自衛隊体験入隊に参加し、7月25日から8月23日まで陸上自衛隊富士学校滝ヶ原駐屯地で軍事訓練を受けた。同じ回にはやはり伊藤から紹介を受けた古賀浩靖（神奈川大学法学部）もいた。
小賀はこの体験入隊の少し前にも、学生同志約15人と練馬駐屯地に体験入隊したことがあった。その時に教官や一般自衛官に、憲法9条や天皇についての意見を訊ねると、「公務員だから」と言って話題を避けられた。
楯の会 2期生となった小賀は、1969年（昭和44年）春頃から第5班の班長になった。5月頃から幹部級の会員として板橋警察署の道場や皇宮警察の済寧館で居合や剣道の稽古に励み、楯の会の主要精鋭メンバー「決死隊」の1人として、三島から日本刀を渡された。
1970年（昭和45年）4月3日、小賀は千代田区の帝国ホテルのコーヒーショップで三島から、「これからもずっとやってくれるか？」と、最後まで行動を共にする意志があるかを打診され、沈思黙考の末に承諾した（詳細は三島事件#三島由紀夫と自衛隊を参照）。

### 三島事件の運搬役
運転免許を持っていた小賀は、7月11日に三島から渡された現金20万円で中古の41年型白塗りコロナを購入、自動車の運転は小賀が担当していた。

### 三島事件当日
11月25日事件当日。いつものようにコロナで運搬役を務めた。三島宅に迎えに行き三島が小賀の運転するコロナに乗り込み出発。車中で三島はこう言った。「これがヤクザ映画なら、ここで義理と人情の『唐獅子牡丹』といった音楽がかかるのだが、おれたちは意外に明るいなあ」、一同が笑う。そして全員で『唐獅子牡丹』を歌った。市谷駐屯地に到着。
益田兼利東部方面総監を拘束する際には、「小賀、ハンカチ」の合図で行動に出る手筈であったが、総監が席を立ったため、行動にでなかった。総監はすぐに座り直し、刀をよく眺めてから三島に返した。
三島は軍刀を受け取ると手拭いで刀身をぬぐい、小賀に手拭いを渡した。最初に総監の背後に回って手拭でさるぐつわをかませた（詳細は三島事件#経緯を参照）。

### 三島由紀夫と森田必勝の介錯補佐
三島が総監室で割腹自決をし、森田必勝（学生長、第1班班長）と古賀浩靖（第5班副班長）が三島の介錯を終えた後、小賀は、三島の握っていた短刀（鎧通し）で首の皮を胴体から切り離し、小川正洋（第7班班長）、古賀と共に、総監の拘束を解き、自決させないよう最後まで護衛する任務を遂行した。三島由紀夫の命令書により、「小賀正義君、君は予の慫慂（しょうよう）により死を決して今回の行動に参加し、参加に際しては予の命令に絶対服従を誓つた。よつてここに命令する。君の任務は同志古賀浩靖君とともに人質を護送し、これを安全に引き渡したるのち、いさぎよく縛に就き、楯の会の精神を堂々と法廷において陳述することである。」と命令されていたので、命令書通り、裁判陳述する事が小賀の使命であった。

### 三島事件後
1972年（昭和47年）4月27日、「楯の会事件」裁判の第18回最終公判で、同志の小川正洋、古賀浩靖と共に小賀に懲役4年の実刑判決が下された。罪名は「監禁致傷、暴力行為等処罰ニ関スル法律違反、傷害、職務強要、嘱託殺人」であった。
1974年（昭和49年）10月に仮出所し、刑期を終えた小賀は、故郷の和歌山県に戻って、地元の大学に入り直した。卒業後は就職して結婚し、和歌山で生活している。

## 人物像
- 子供の頃から機敏で体力があり、小柄で細身で懸垂が得意であった[2][23]。三島も懸垂が得意であったが、その記録を抜くこともあったという[2]。柔和な顔立ちだが、いくら走っても倒れず、性格もとても素直だったため、三島に気に入られていたという[23]。
- 同じ「コガ」の古賀浩靖と区別するために、小賀は「チビコガ」、古賀は「フルコガ」というニックネームで呼ばれていた[12]。
- 森田必勝は、よく小賀と並んで「ぼくは必勝、かれは正義」とおどけていたという[23]。
- 不測の事態に備えて書いた辞世の句は以下のものである[24]。